# Rikelme
Rikelme Hernandes Amorim Rocha (ur. 16 lipca 2003 w Cuiabá) – brazylijski piłkarz grający na pozycji lewego obrońcy w klubie Shabab Al-Ahli.